# Большое жюри
Большое жюри (англ. grand jury) — в США коллегия присяжных заседателей, которая определяет обоснованность и целесообразность предъявления кому-либо официальных обвинений. В настоящее время только США сохраняет Большие жюри, хотя некоторые другие юрисдикции общего права имели их ранее, тогда как большинство других юрисдикций использует другой тип предварительного расследования. В Ирландии они также функционируют как органы местного самоуправления.
Большое жюри названо так потому, что традиционно оно имеет большее число присяжных заседателей, чем суд присяжных (также известный как Малое жюри).

## Соединенные Штаты Америки
Право граждан на Большое жюри в федеральном судопроизводстве закреплено 5-й Поправкой к Конституции США и в судопроизводстве штатов определяется конституциями штатов.
Организация и работа Большого жюри независимы от федерального и штатных государственных аппаратов. В первые десятилетия Соединённых Штатов Большие жюри играли важную роль в общественной жизни. В этот период округа следовали традиционной практике, требующей, чтобы все решения принимались по крайней мере двенадцатью присяжными заседателями Большого жюри (например, в Большом жюри из двадцати трех человек двенадцать человек дадут незначительное большинство). Любой гражданин напрямую мог поставить вопрос перед Большим жюри (от необходимости ремонта общественных сооружений до преступного поведения должностных лиц и жалоб о преступлении). Большое жюри также могло проводить свои собственные независимые расследования.
В ту эпоху большинство преследований по уголовным делам проводилось частными лицами либо из числа сотрудников правоохранительных органов, либо адвокатами, нанятыми жертвой преступления или его семьей, либо даже рядовыми гражданами. Гражданин мог привести обвинительное заключение Большому жюри. Если жюри находило доказательства достаточными для суда, то есть что акт был преступлением в глазах закона и что суд обладает юрисдикцией, оно давало своё обвинительное заключение заявителю. Затем Большое жюри назначало сторону заявителя, подавшую жалобу, генеральным прокурором, то есть давало доверенность представлять в этом деле государство. Большое жюри отсеивало некомпетентные или злонамеренные преследования. Появление официальных государственных обвинителей в последние десятилетия XIX века в значительной степени заместило частные преследования.
Особенно видна роль Большого жюри в рассмотрении организации и финансового состояния служб местных органов власти в отношении целей этих служб и составлении рекомендаций по их улучшению. Чтобы отвести любые подозрения в необъективности, генеральные прокуроры нередко передают свои материалы и обвинительное заключение на рассмотрение Большого жюри, которое возвращает своё решение генеральному прокурору. Рекомендации представляются соответственно в федеральные или местные органы правосудия и прессе для их публичного обсуждения.
Хотя все штаты в настоящее время имеют законодательство о Большом жюри, сейчас они работают примерно в половине штатов, и двадцать два штата требуют их использования в разной степени.